# Agromyza conjuncta
Agromyza conjuncta är en tvåvingeart som beskrevs av Spencer 1966. Agromyza conjuncta ingår i släktet Agromyza och familjen minerarflugor. Inga underarter finns listade i Catalogue of Life.